# تالار قندریز
تالار قندریز که پیش‌تر با نام تالار ایران شناخته می‌شد، یک گالری غیردولتی بود که در تیرماه سال ۱۳۴۳ در خیابان شاهرضا (انقلاب فعلی) به اهتمام دانشجویان نوجوی دانشکده‌های هنرهای زیبای دانشگاه تهران و دانشکدهٔ هنرهای تزئینی (دانشگاه هنر) تأسیس شد. مؤسسان این نگارخانه شامل مرتضی ممیز، منصور قندریز، سیروس مالک، فرامرز پیلارام، مسعود عربشاهی، محمدرضا جودت، قباد شیوا، فرشید مثقالی، رویین پاکباز، هادی هزاوه‌ای و محمد محلاتی بودند. بعدها هنرمندانی چون میرحسین موسوی و سعید شهلاپور نیز به این حلقه پیوستند. پس از حادثه‌ای که منجر به درگذشت منصور قندریز، از بنیانگذاران تالار، شد این نگارخانه به یاد او تالار قندریز نامیده شد.
این تالار پس از ۱۴ سال فعالیت مستمر، در شهریور ۱۳۵۷ تعطیل شد. در دهه‌های ۴۰ و ۵۰، تالار قندریز از نگارخانه‌هایی بود که در توسعه و گسترش نقاشی نوگرای ایران نقشی مهم داشت.